# Palais de la Mutualité (Lyon)
Ne doit pas être confondu avec Maison de la Mutualité.
Le Palais de la Mutualité est un bâtiment situé dans le 3e arrondissement de Lyon, sur la place Antonin-Jutard.
La façade principale présente de larges baies surmontées d'une sculpture symbolisant la mutualité, accompagnée de la légende : «Tous pour un, un pour tous ». Un campanile domine l'ensemble. C'est encore aujourd'hui le siège de mutuelles mais aussi un espace de conférences et d'expositions.
La salle de conférence, aussi nommée Salle Édouard Herriot par la Ville de Lyon accueille des spectacles de théâtre et des concerts et a une capacité de 397 spectateurs.

## Historique
Le bâtiment a été construit entre 1910 et 1913 sur les plans de l'architecte François Clermont (1857 - 1931).
Le bâtiment a été inauguré par le président Raymond Poincaré en 1914, lors de l'exposition de l'hygiène sociale de 1914.

## Galerie

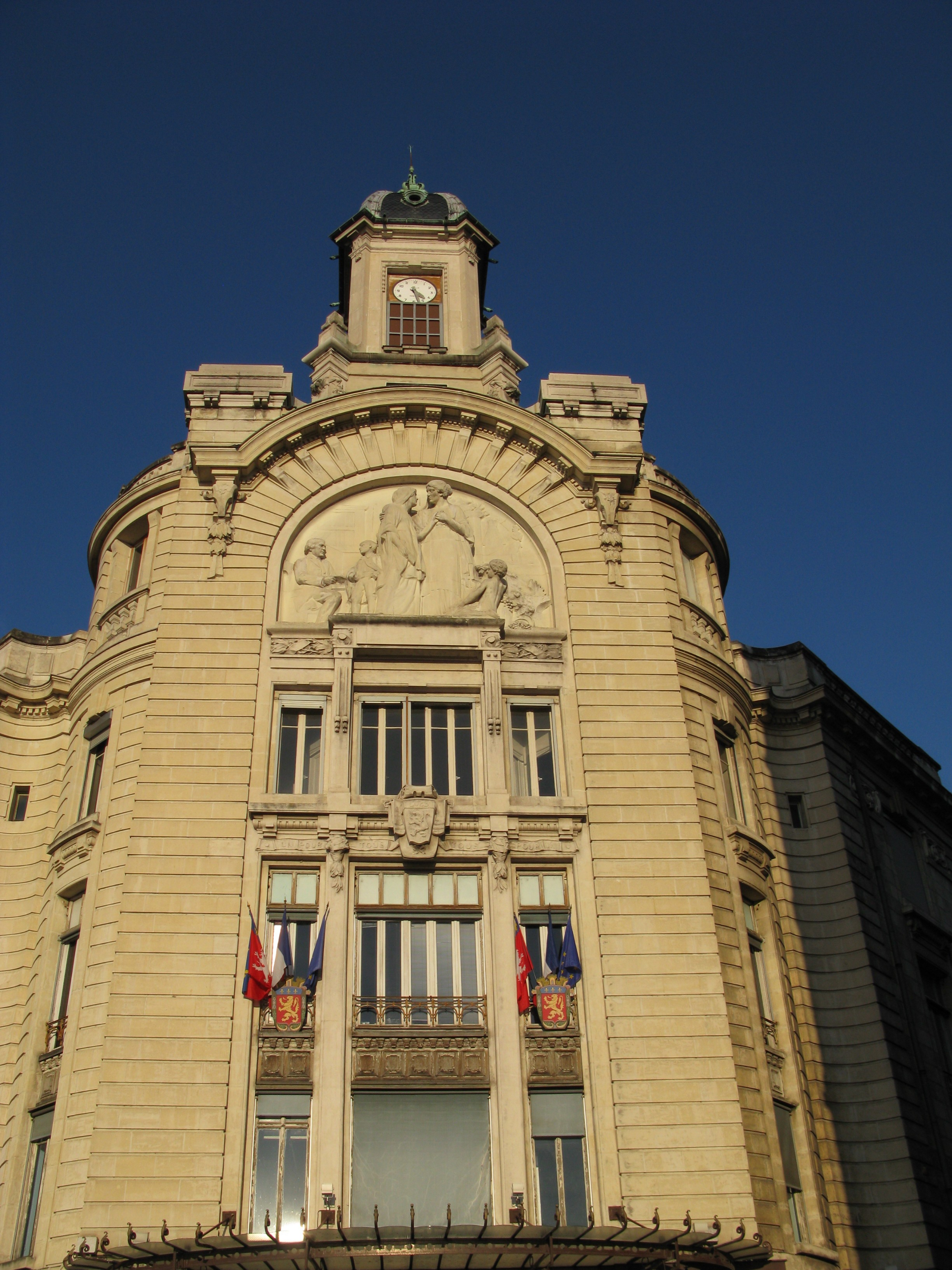
Haut de la façade principale sur la place Antonin-Jutard
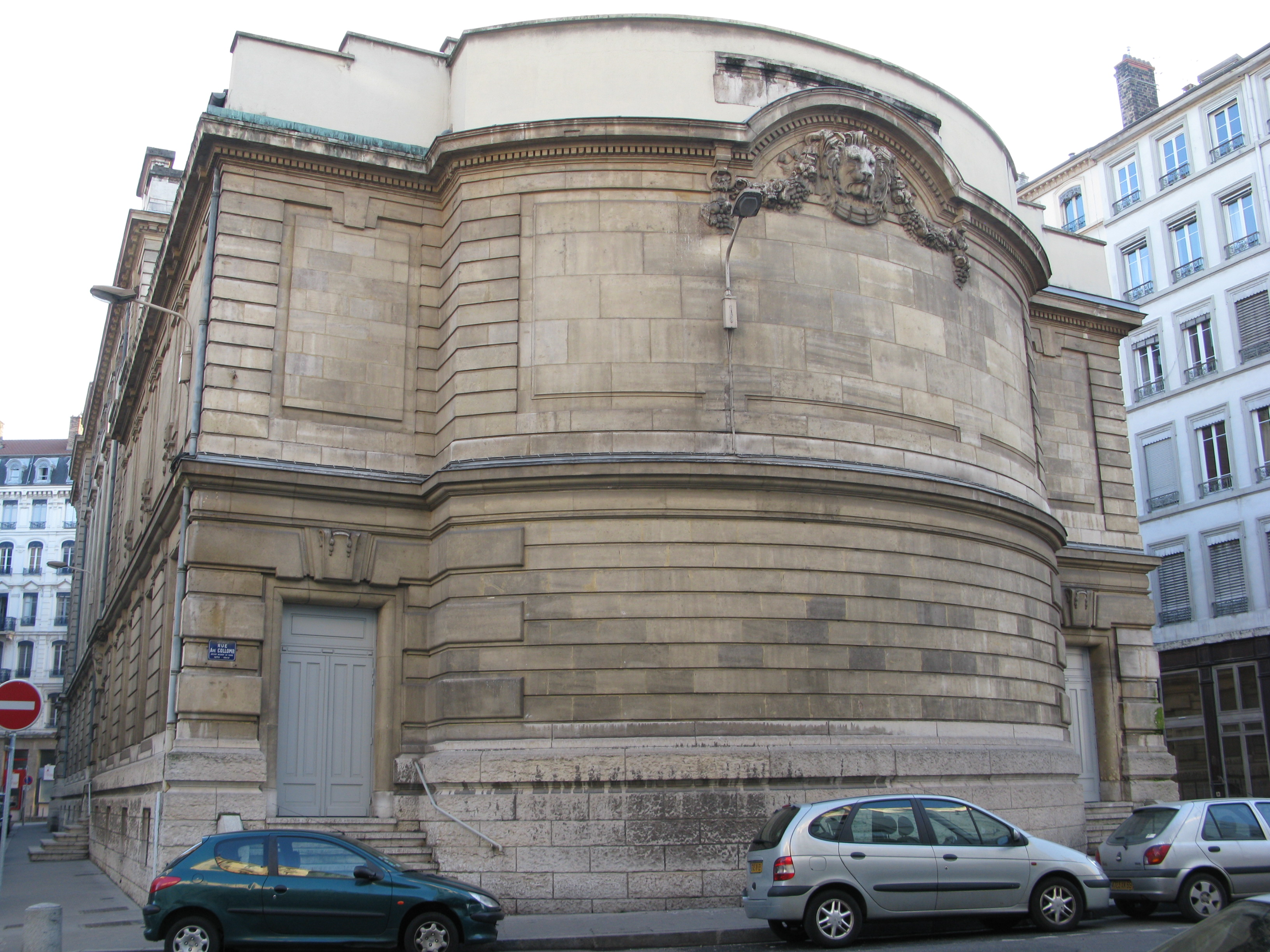
Arrière de l'édifice, rue Aimé-Collomb
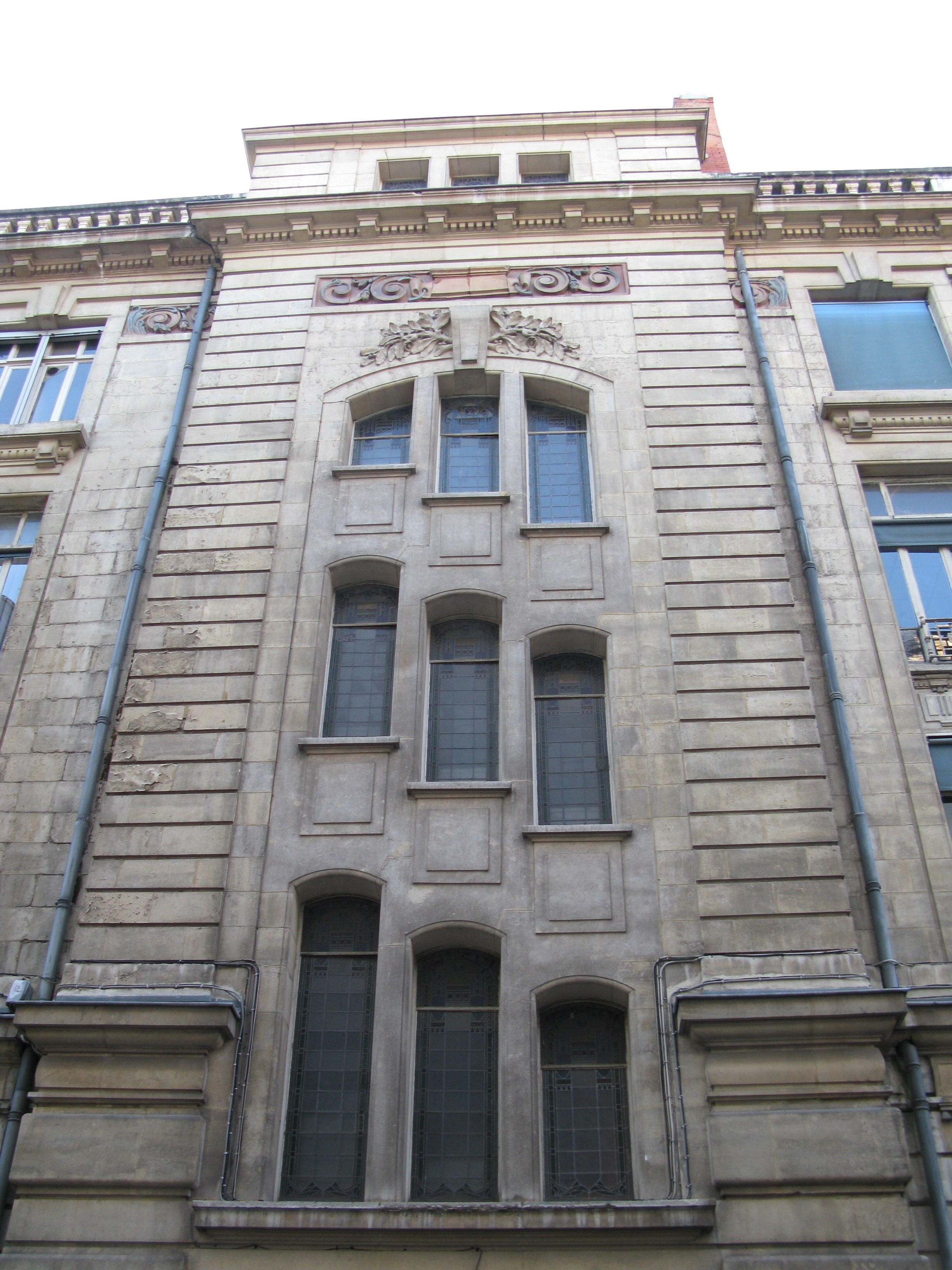
Façade latérale abritant un escalier
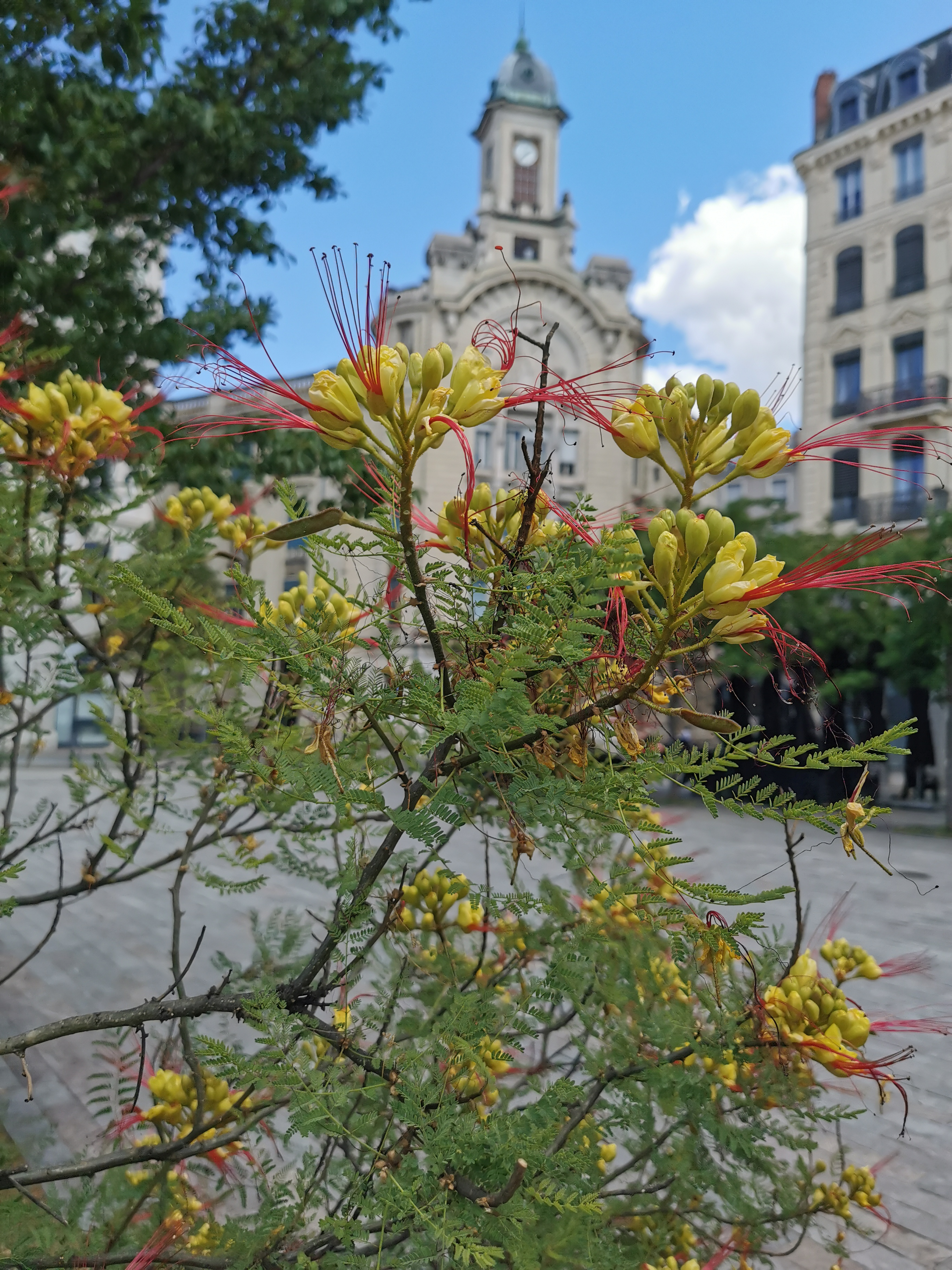
Place Antonin-Jutard

### Sources d'archives
Le Palais de la mutualité est un bâtiment de la ville de Lyon. Les archives relatives à sa construction et à son fonctionnement sont aux Archives municipales de Lyon. Ainsi, outre d'importantes quantités de dossiers d'entretien, de réaménagement et de rénovation de cet édifice, on trouvera sous les cotes 470 WP 13 à 15 son dossier de construction (1909-1923).